# Wanda Burdon
Wanda Burdon, właśc. Bourdon (ur. 7 lutego 1897 w Kijowie, zm. 26 czerwca 1920 w Charkowie) – wywiadowczyni i łączniczka Polskiej Organizacji Wojskowej, dama Orderu Virtuti Militari.

## Życiorys
Była córką Ildefonsa i Kazimiery z Przyborowskich, młodszą siostrą Heleny i Witolda. Ojciec był lekarzem w Kijowie.
W 1918 studiowała na Wydziale Przyrodniczym Wyższych Kursów Państwowych Żeńskich w Kijowie z peowiaczkami: Jadwigą Goszczycką, Haliną Ptaszkowską i Heleną Suchowiecką. Specjalizowały się w chemii, planując spożytkować zdobytą wiedzę dla dobra ojczyzny. 
W lutym 1918 siostra zaangażowała Wandę w konspirację. Odtąd należała do Komendy Naczelnej III Okręgu POW w Kijowie. Przysięgę złożyła na ręce Józefa Bromirskiego. Używała pseudonimu Bujwidówna. Pełniła funkcję wywiadowczyni i łączniczki między placówkami POW na terenie Kijowa. Współpracowała z innymi łączniczkami POW: siostrami Aleksandrą Marią i Natalią Iżykiewiczównami oraz Marią Glinczanką, a także z Jerzym Bolewskim, Władysławem Neumanem i Józefem Żółtowskim. W domu rodziców Wandy, przy ul. Spasskiej 24 na peryferiach Kijowa, na tzw. Padole, przechowywano bieżącą dokumentację oraz archiwum komendy. Zdobytą na studiach wiedzę Wanda wykorzystywała, używając chemikaliów do produkcji nowych paszportów. W domu odbywały się zbiórki peowiaków, tu udzielano informacji i organizowano noclegi. Wanda pełniła dyżury w komendzie, kolportowała wydawnictwa konspiracyjne, przenosiła broń.
W dniu 10 marca 1920 została aresztowana przez Czeka wraz z siostrą i ojcem. Choć ojciec w kwietniu dzięki staraniem pacjentów wyszedł z więzienia, siostry Burdon wraz z innymi więzionymi członkami KN III POW zostały wywiezione przez bolszewików do Krzemieńczuka i finalnie Charkowa. Powodem było zbliżanie się polskich wojsk do Kijowa. Została uznana za zakładniczkę. Wanda Burdon została rozstrzelana w siedzibie Czeka w Charkowie nocą z 25 na 26 czerwca 1920. Taki sam los spotkał Marię Boguszewską, Jadwigę Goszczycką, Marię Gnatkowską-Cyganiewiczówną, Natalię Iżykiewiczówną, Helenę Sikorską, Marię Skrzycką, Jerzego Bolewskiego, Zygmunta Jaegera, Stanisława Woronieckiego i innych.

## Odznaczenia
- Krzyż Srebrny Orderu Wojskowego Virtuti Militari nr 7900 przyznany Dekretem Naczelnika Państwa i Naczelnego Wodza z 17 maja 1922 i nadany pośmiertnie[3]